# Обсерваторія Мірастейлас
Обсерваторія Мірастейлас (англ. Mirasteilas Observatory, романшською — «зоряний спостерігач») — астрономічна обсерваторія у Фалері, кантон Граубюнден, Швейцарія. Її 90-сантиметровий телескоп робить її найбільшою загальнодоступною обсерваторією у Швейцарії.

## Історія

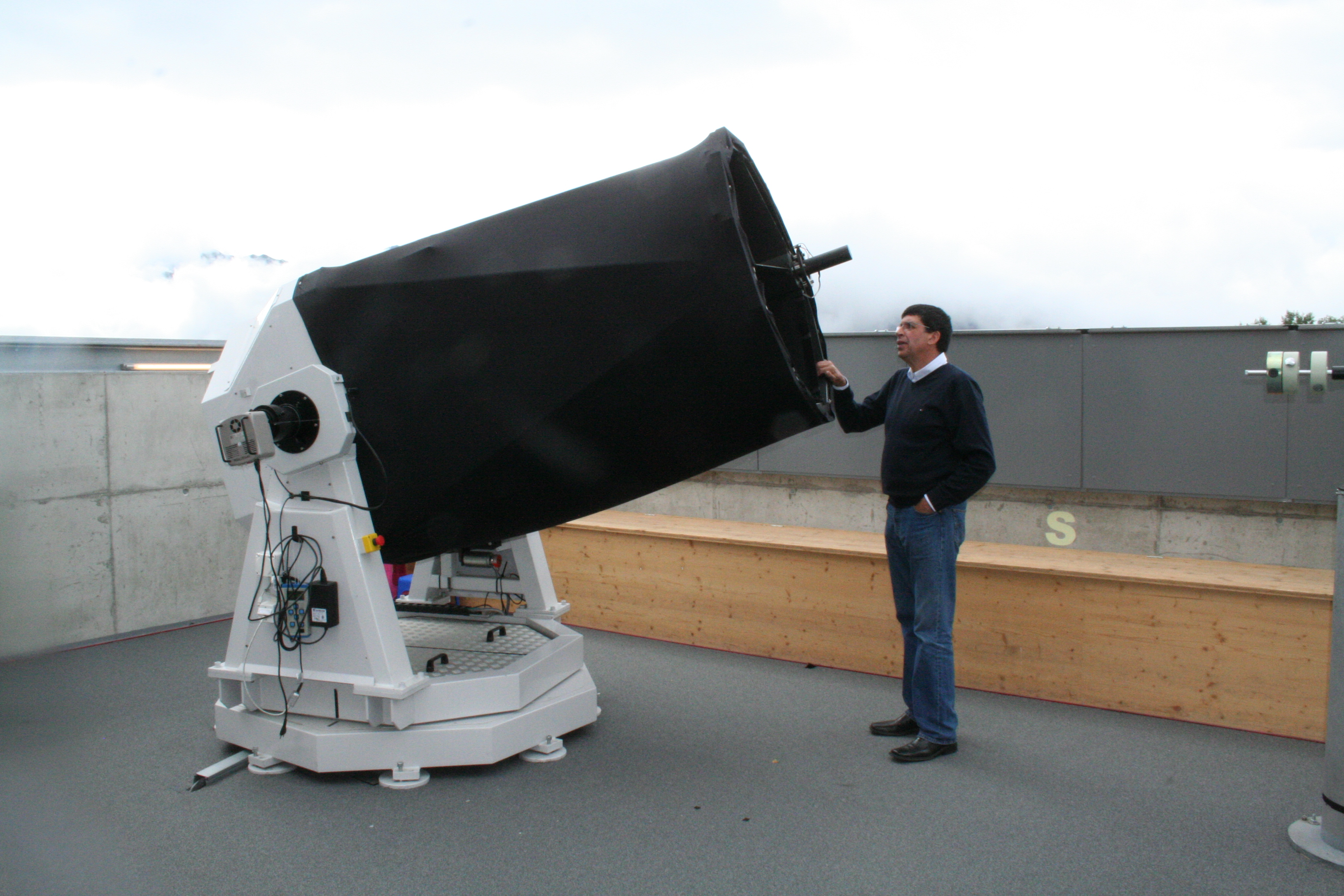
Хозе де Кейрос на 90-сантиметровому телескопі Кассегрена

2001 року місцевий мешканець португальського походження Хосе де Кейрос, власник готелю у Фалері та член Граубюнденського астрономічного товариства, організував першу астрономічну зустріч у Фалері. Завдяки легкій доступності, розташуванню на височині з відкритим небом на заході, півдні та сході, а також низькому рівню світлового забруднення, це місце має сприятливі умови для астрономічних спостережень.
Під час наступної зустрічі у Фалері у 2002 році було порушено питання про створення тут обсерваторії. Муніципальна рада визнала, що будівництво обсерваторії може бути великим здобутком для села. Члени муніципальної ради та Граубюнденського астрономічного товариства відвідали кілька обсерваторій у східній Швейцарії, щоб більше дізнатися про їх роботу. Потім знайшли оптимальне місце для майбутньої обсерваторії, за кілька хвилин від села, біля гірськолижного схилу.
11 вересня 2002 року створили робочу групу, а архітектурна фірма Schneider & Cathomas з Фалери взяла на себе планування обсерваторії. 5 грудня 2005 року міські збори надали позику в розмірі 690 тис. швейцарських франків на будівництво обсерваторії. Окрім обсерваторії, планувалося побудувати невеликий ресторан для відвідувачів гірськолижного схилу. Було створено фонд, до складу якого увійшли муніципалітет Фалера, Граубюнденське астрономічне товариство та туристична компанія Flims-Laax-Falera. Церемонія закладання фундаменту відбулася 9 травня 2006 року, а ресторан відкрили взимку 2006/2007 року. Оскільки доставка великого телескопа дещо затрималася, обсерваторію ввели в експлуатацію лише 22 червня 2007 року.

## Будівля

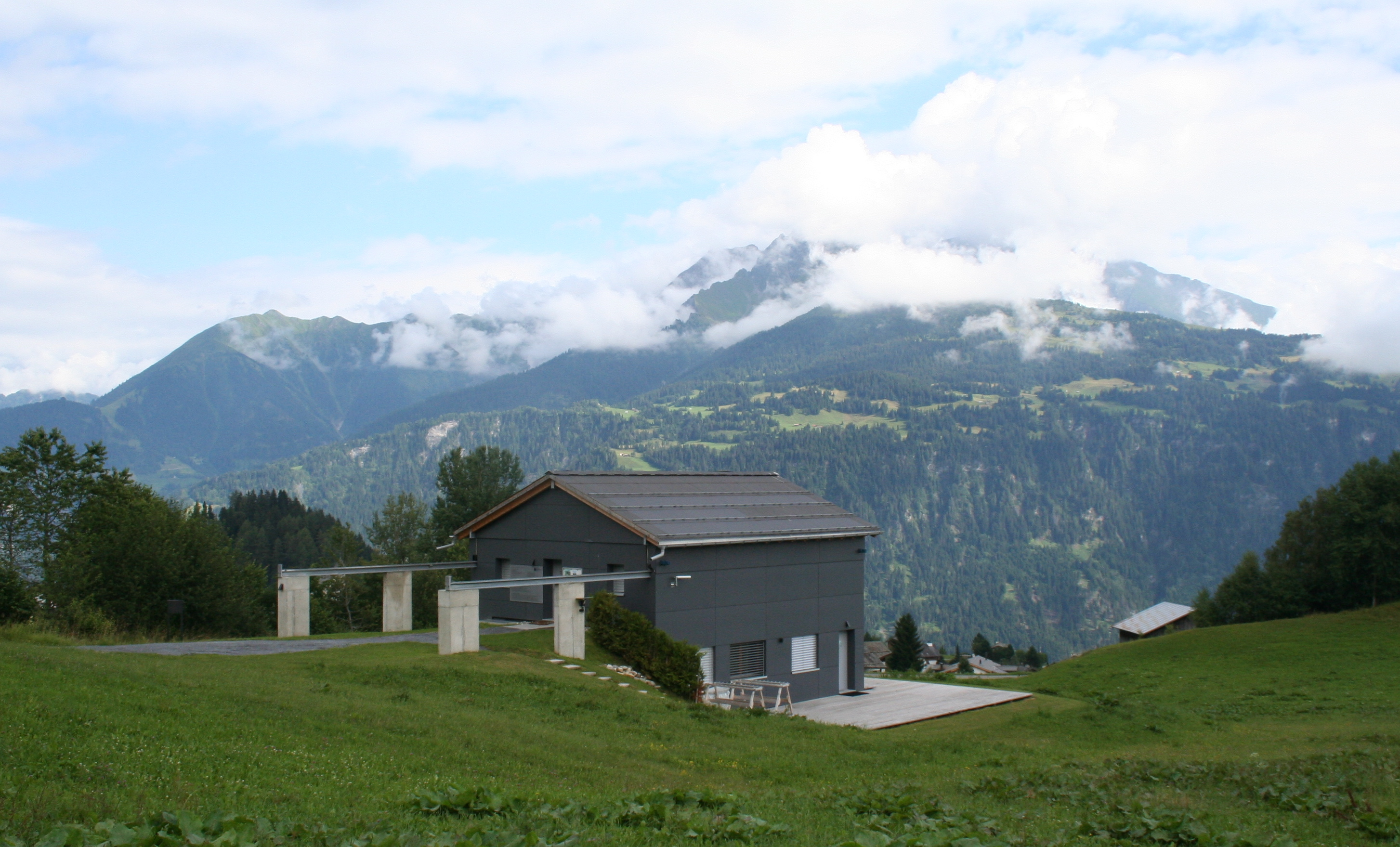
Будівля обсерваторії

Основою обсерваторії є оглядовий майданчик на першому поверсі зі спостережними приладами. Дах можна розсунути на двох напрямних, щоб прилади та глядачі мали якнайкращий огляд неба. Щоб запобігти передачі вібрації на телескоп, він побудований на окремому фундаменті. У будівлях, доступних для інвалідних візків, є технологічна кімната, невеликий ресторан та туалети для відвідувачів гірськолижного схилу та обсерваторії. Приміщення ресторану також використовують для ознайомлення з обсерваторією та програм у погану погоду як альтернативу спостереженням за зорями.

## Інструменти

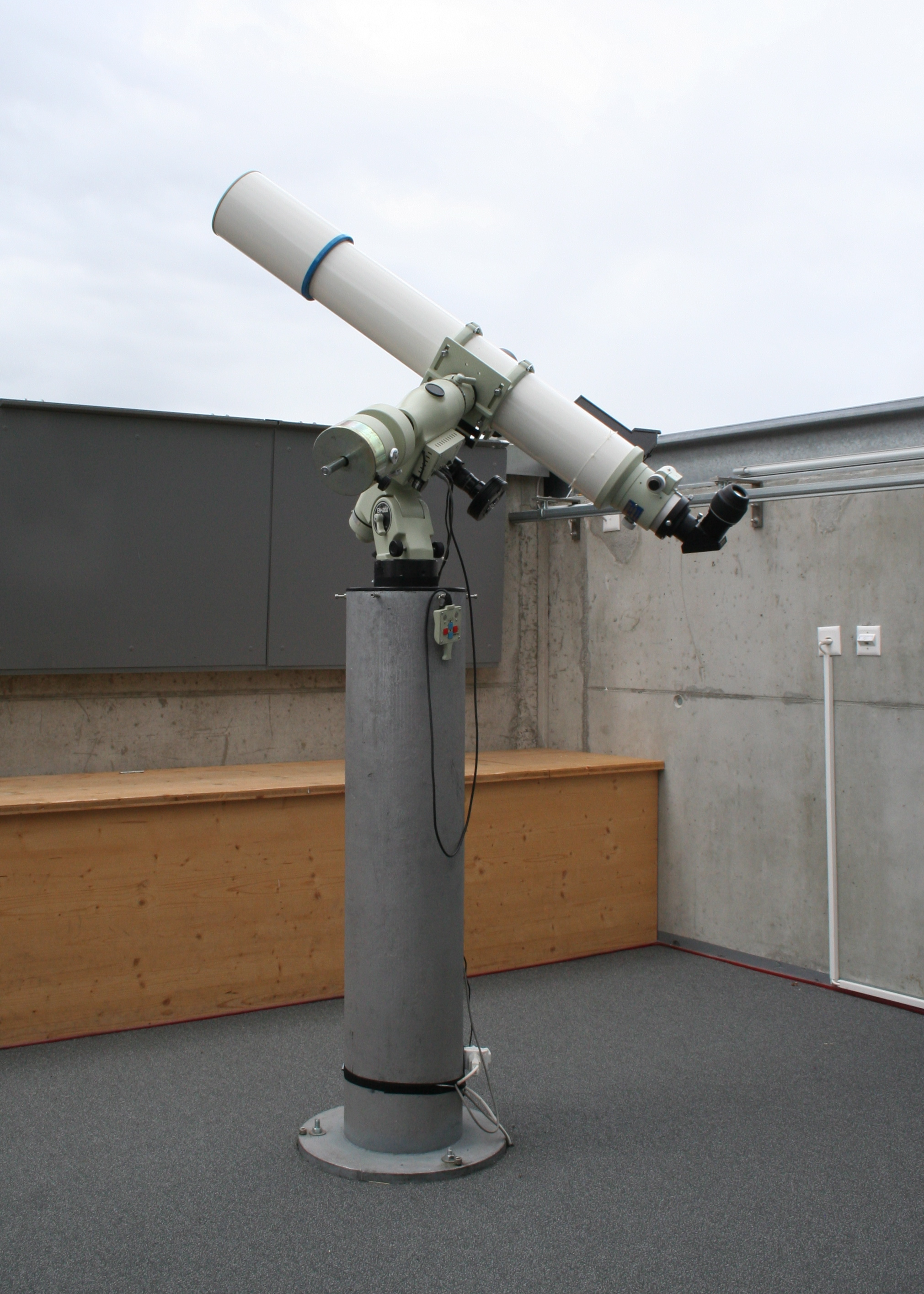
Телескоп FS-15

Основним приладом є рефлектор Кассегрена з фокусом Несміта. Його дзеркало має діаметр 90 см та фокусна відстань 2,7 м. Він є одним з найбільших загальнодоступних телескопів у Європі. З його допомогою можна досягти 1000-кратного збільшення. Прилад повністю керований комп'ютером, його можна автоматично навести на будь-який об'єкт на небі. Отвір окуляра знаходиться збоку пристрою на осі схилення на висоті 145 см. Фокусна відстань становить 9000 мм.
Другий інструмент — це класичний рефрактор FS-15. Цей інструмент особливо підходить для спостережень планет. Він має чисту апертуру 152 мм та фокусну відстань 1216 мм.
Для спостережень туманностей, галактик та зоряних скупчень з широким полем зору доступний бінокль, спеціально розроблений для астрономічних цілей. Технічні характеристики: 25x100 міліметрів на вилковій опорі, апертура 100 мм. Для астрофотографії доступний астрограф.

## Управління
Обсерваторією управляє Граубюнденське астрономічне товариство. За змінним графіком відвідувачів приймають близько 30 спеціально навчених демонстраторів. Екскурсії для публіки проводяться щоп'ятниці та щосуботи або за попереднім записом.

## Спостереження

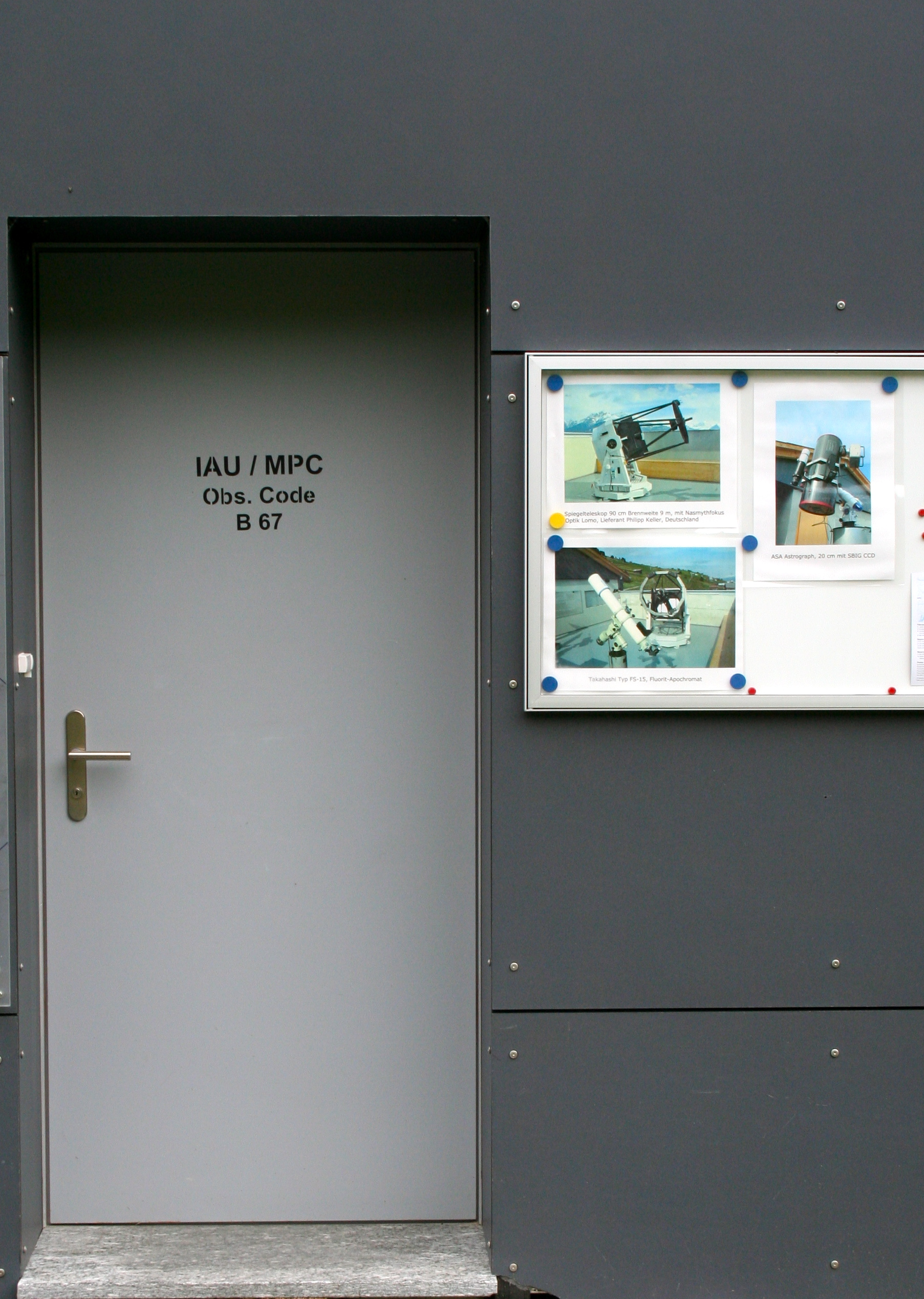
Вхідні двері з кодом MPC

Завдяки своїм високоякісним інструментам Мірастейлас може проводити наукову роботу. Вона спостерігає за астероїдами, кометами та супутниками, допомагаючи вимірювати їхні орбітальні параметри. Дані надсилають до Центру малих планет Міжнародного астрономічного союзу при Гарвардському університеті, а звідти до НАСА. Там вони доступні для подальших наукових досліджень. Окремі вимірювання дозволяють виявляти зміни в траєкторіях відомих астероїдів та розраховувати орбіти нещодавно відкритих об'єктів, виявляючи таким чином потенційно небезпечні астероїди.

## В культурі
- 21 листопада 2009 року засновник обсерваторії Хосе де Кейрос відкрив астероїд, який 27 травня 2010 року отримав ім'я (233943) Фалера на честь села, в якому розташована обсерваторія[3][4].